# Bull terrier
Bull terrier inglês[Nota] (em inglês:  English Bull Terrier) é uma raça de cães do tipo terrier (figurando na seção terriers de tipo bull, da FCI) com origem no Reino Unido , idealizada por James Hinks a partir de cruzamentos entre o antigo buldogue e english white terrier por volta de 1860.

## História
O bull terrier inglês é uma raça cuja origem está atrelada aos combates de cães na Inglaterra no século XIX — apesar de não ter sido desenvolvido ou utilizado em larga escala para este fim — sendo derivado de um tipo de cão, agora extinto, de nome similar, o bull-and-terrier.

### Bull-and-terrier

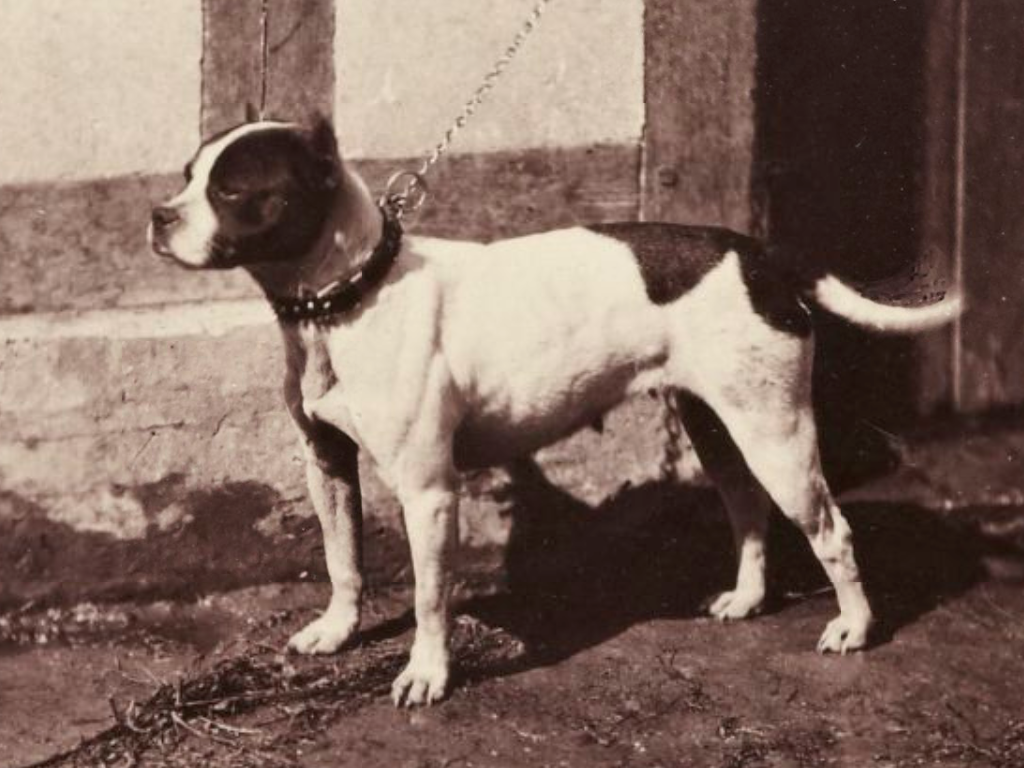
Bull-and-terrier, 1863.

No século XIX na Inglaterra eram comuns os desportos sangrentos envolvendo cães. Os lendários, hoje extintos, antigos buldogues eram utilizados em combates contra touros, uma prática chamada bull-baiting, de onde herdaram o nome. Uma vez implementada a lei que proibia as lutas de animais em 1835, popularizaram-se mais ainda, clandestinamente, os combates de cães com texugos (badger-baiting), lutas apenas entre cães, e outras variantes também mais fáceis de esconder do que o bull-baiting. De acordo com a Sporting Magazine de Junho de 1812, um autor relata, tomando como exemplo um cão famoso chamado Dustman, que a mescla de buldogue com terrier era perfeita para o badger-baiting (um desporto sangrento que usava um texugo como isca para cães), já que este cão era mais firme que um terrier e menos poderoso que um buldogue, permitindo um combate mais duradouro com o texugo. Por este e outros motivos, os mais aficionados por estes "esportes" começaram a cruzar buldogues com terriers com cada vez mais frequência, e este tipo de cão tornou-se popular, atuando também em outros esportes sangrentos, inclusive no combate com ursos (bear-baiting), e combates de cães contra cães. Sob o nome de bull-and-terrier (buldogue + terrier), surgiram os primeiros exemplares do tipo de cão que posteriormente iria servir como base na formação de todas as raças do chamado grupo terriers de tipo bull — incluindo: StaffBull, Pit Bull e AmStaff — dentre elas o bull terrier inglês, que teve bastante influência do atualmente extinto bull-and-terrier.

### Bull terrier de Hinks

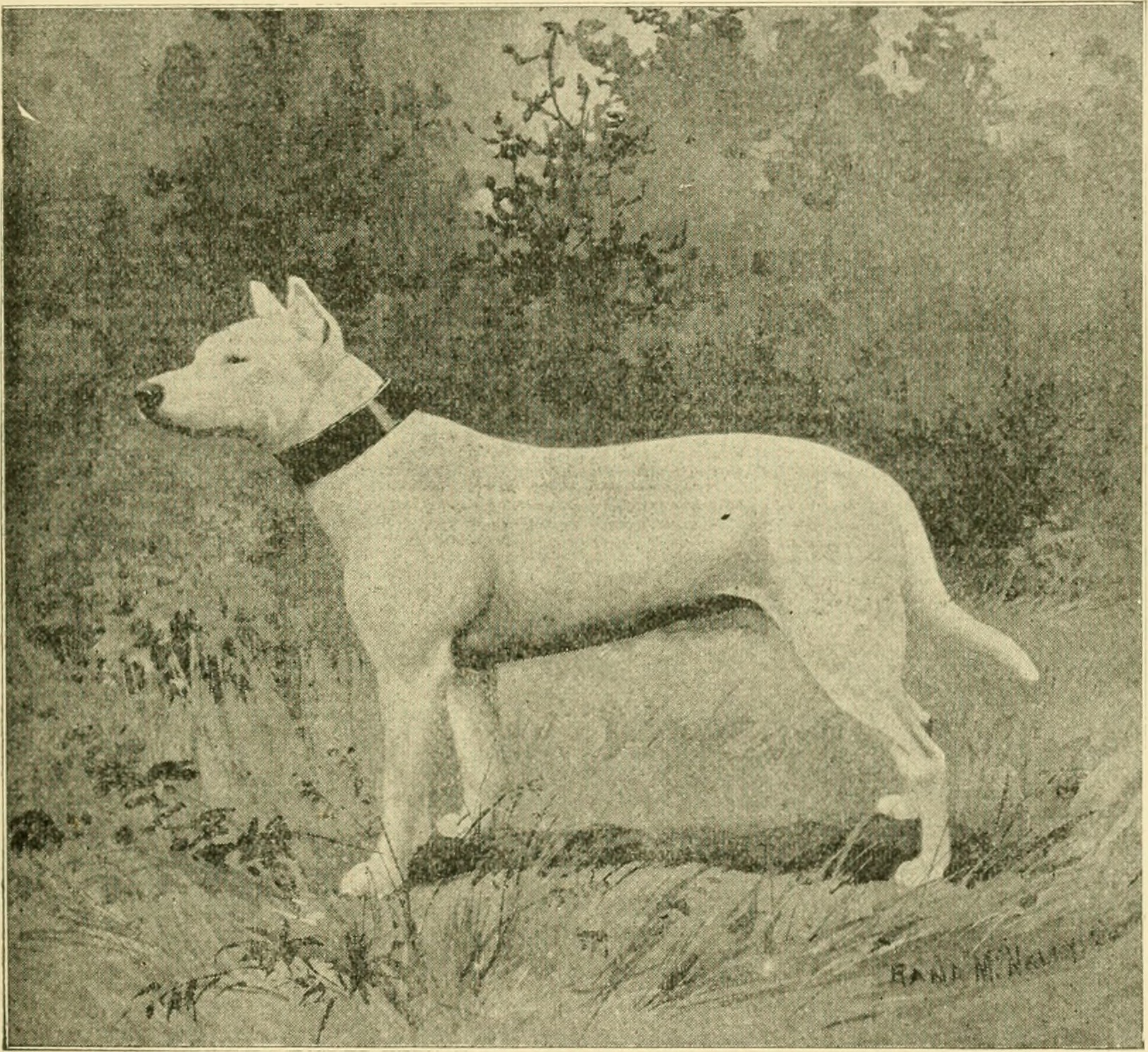
Antigo bull terrier inglês com orelhas cortadas. 1891.

Na década de 1860 o criador e comerciante de animais James Hinks, influenciado pelo sucesso dos bull-and-terrier, idealizou sua própria vertente para classes mais ricas e cruzou um cão antigo buldogue com um english white terrier — utilizando especificamente este terrier, considerado de beleza, procurando estabelecer apenas a cor branca — e apresentou o resultado em exposições de cães, conquistando admiradores e clientes de classe média a alta. Posteriormente, Hinks passou a introduzir outras raças nos cruzamentos, provavelmente o dálmata, o whippet e o pointer espanhol, para agregar elegância, e o rough collie e o borzoi para alongar o crânio. Logo o novo tipo de cão produzido e conhecido inicialmente de Hinks' bull terrier ou The White Cavalier, popularizou-se por sua aparência chamativa com a característica cabeça alongada, olhos triangulares, pelagem branca e orelhas comumente cortadas longas eretas. Pouco depois a raça ficou conhecida apenas como bull terrier e ganhou novas características, como a cabeça oval. A raça serviu como um cão valente de companhia dos ingleses de classe média até o salão dos nobres.

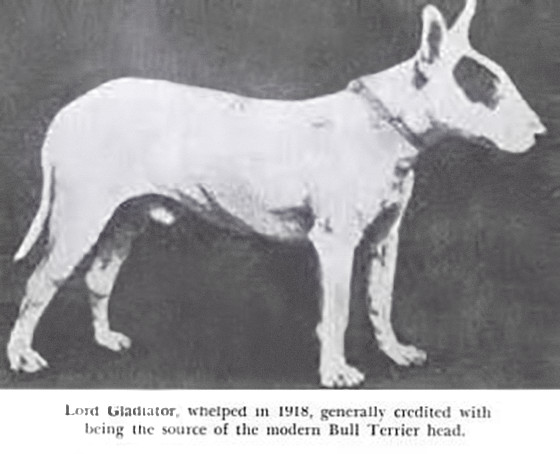
“Lord Gladiator”, considerado como o bull terrier inglês que deu início à tendência da cabeça oval. 1918.

James Hinks faleceu precocemente em 1878, porém a sua criação de bull terrier inglês teve continuidade através do seu filho, James Hinks jr (James Hinks II).
A raça foi registrada pela primeira vez em 1887 com a fundação do The Bull Terrier Club na Inglaterra, e desde então sempre teve enorme sucesso e tradição nas exposições caninas por sua beleza exótica.

## Variedades

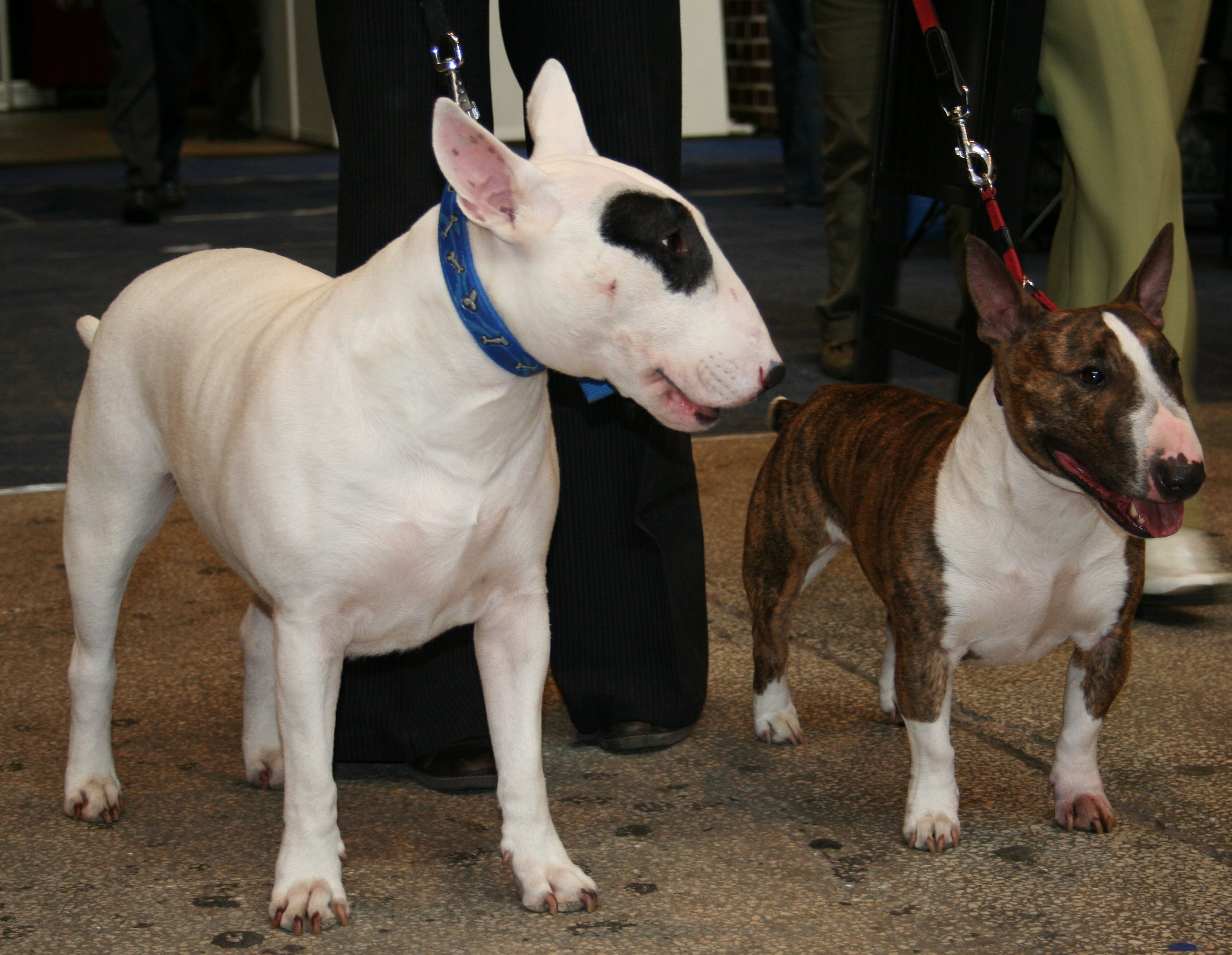
Bull terrier e bull terrier miniatura

Há duas variedades de bull terrier, as quais diferem fisicamente apenas no porte:
- Bull terrier: O padrão não dita limite de altura. A média é em torno de 53 cm na cernelha.[1]
- Bull terrier miniatura: Altura limite - até 35,5 cm na cernelha.[9]

## Características
Fisicamente apresenta uma estrutura forte e sólida, musculosa e simétrica, de expressão viva na face. Possui duas variedades de porteː a "standard" e a miniatura. É conhecido por sua inconfundível cabeça oval sem "stop", com olhos triangulares vistos de frente, e orelhas eretas.

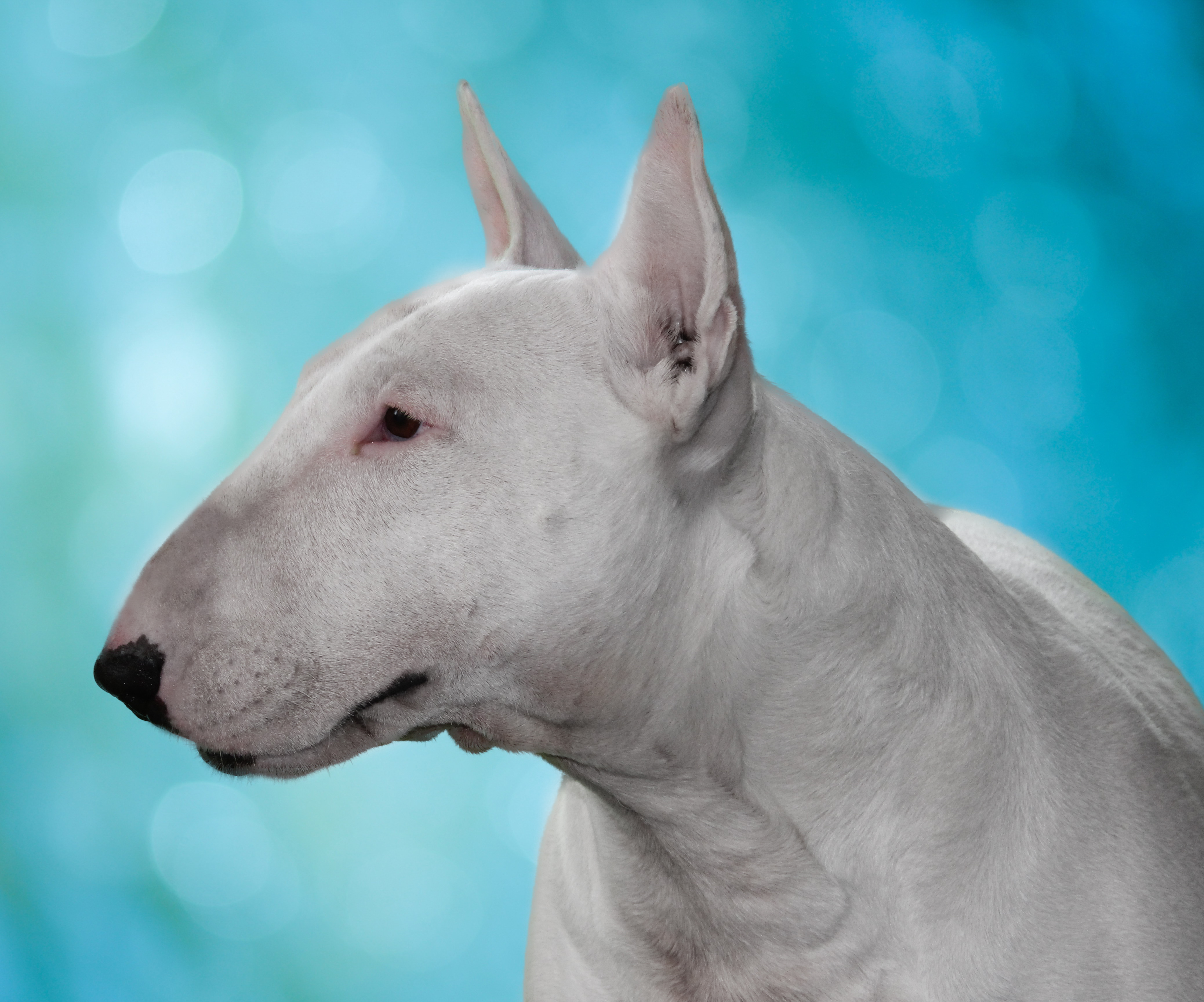
Bull terrier. Característica cabeça oval e olhos triangulares.

O bull terrier tem o temperamento classificado como equilibrado, persistente (por vezes confundido com teimoso), valente, e amável com as pessoas, embora possa ser eficiente como animal de guarda, adaptando-se bem, inclusive, ao ambiente urbano. Sua versão miniatura, entretanto, é qualificada como de temperamento terrier mais exacerbado, sendo considerada mais agressiva com outros cães.
Na escala de obediência de Stanley Coren, publicada no livro "A Inteligência dos Cães" de 1995, o bull terrier aparece na 66ª colocação das 79 raças pesquisadas.

## Saúde
Entre os principais problemas de saúde que pode apresentar, causados pela seleção artificial com endogamia e foco na cor branca pura, está a surdez e problemas de pele. O desenvolvimento e adição de cães coloridos com o cruzamento com bull-and-terriers no século XX deu-se com a intenção de amenizar a ocorrência de tais enfermidades hereditárias, porém a aceitação de cães coloridos foi demorada.

## Na cultura popular
Na cultura humana, entre os bull terriers mais famosos da ficção, estão Shark, do desenho animado Eek! The Cat; Scud, de Toy Story; o bull terrier de Babe 2: um porquinho na cidade; Sem esquecer do recente Sparky, de Frankenweenie (Tim Burton, 2012); Já entre os bull terriers mais famosos da sociedade, estão Patsy Ann, que previa a chegada de navios no porto antes de serem avistados (e que por isso ganhou o apelido de saudadora oficial de Juneau e, cinquenta anos após sua morte, uma estátua foi colocada no local onde costumava ficar); e Willie, também chamado de William, o conquistador, que pertenceu a George S. Patton, general do exército dos Estados Unidos na Segunda Guerra Mundial..  Também há um bull terrier chamado Whiskey, presente no jogo Commandos 2: Men of Courage, um jogo de estratégia da produtora Pyro Studios, onde você pode utilizar o cão para distrair os soldados inimigos.